# Cebu (provincie)
Cebu is een provincie in het midden van de Filipijnen. De provincie vormt samen met de naburige provincies Bohol, Negros Oriental en Siquijor de regio Central Visayas (regio VII). De hoofdstad van de provincie is Cebu City op het eiland Cebu. Bij de census van 2015 telde de provincie bijna 2,9 miljoen inwoners. Dit was ruim 2,9% van de totale Filipijnse bevolking. Metro Cebu, bestaande uit Cebu City en omliggende steden en gemeenten, is op Metro Manilla na de agglomeratie met het grootste aantal inwoners in de Filipijnen. De provincie Cebu bestaat uit het hoofdeiland Cebu en 167 kleinere naburige eilanden, waaronder Mactan, Bantayan en Daanbantayan.
Cebu is een van de meest ontwikkelde provincies van het land, met Cebu City als een van de belangrijkste centra op het gebied van de commercie, handel, onderwijs en industrie in de Visayas.

## Bevolking en cultuur

### Taal
De taal Cebuano is na Tagalog de meest gesproken taal van de Filipijnen. Behalve op Cebu wordt de taal ook gesproken in de noordelijke delen van Mindanao, de oostkant van Negros, de westelijke en zuidelijke delen van Bohol en Leyte en op Samar.

## Geografie

### Topografie en landschap
De provincie Cebu bestaat uit het eiland Cebu en 167 kleinere naburige eilanden. De grootste daarvan zijn Mactan en Olango in het oosten, de Camotes-eilanden in het noordoosten en Bantayan in het noorden.
Het hoofdeiland Cebu is een langwerpig eiland dat zich uitstrekt van het noordoosten naar het zuidwesten. Het is ongeveer 250 km lang en maximaal 45 km breed. De hoogste bergen liggen op het eiland Cebu en zijn ruim 1000 meter hoog. De provincie had in 2000 3.356.137 inwoners. De oppervlakte van de provincie is 5088 km²

### Bestuurlijke indeling
De provincie Cebu is onderverdeeld in 9 steden en 44 gemeenten:

#### Steden
| - Bogo - Carcar - Cebu City - Danao - Lapu-Lapu City | - Mandaue City - Naga - Talisay City - Toledo City |

#### Gemeenten
| - Alcantara - Alcoy - Alegria - Aloguinsan - Argao - Asturias - Badian - Balamban - Bantayan - Barili - Boljoon - Borbon - Carmen - Catmon - Compostela | - Consolacion - Cordova - Daanbantayan - Dalaguete - Dumanjug - Ginatilan - Liloan - Madridejos - Malabuyoc - Medellin - Minglanilla - Moalboal - Oslob - Pilar - Pinamungahan | - Poro - Ronda - Samboan - San Fernando - San Francisco - San Remigio - Santa Fe - Santander - Sibonga - Sogod - Tabogon - Tabuelan - Tuburan - Tudela |

## Demografie
Cebu had bij de census van 2015 een inwoneraantal van 2.938.982 mensen. Dit waren 319.620 mensen (12,2%) meer dan bij de vorige census van 2010. Ten opzichte van de census van 2000 was het aantal inwoners gegroeid met 778.413 mensen (36,0%). De gemiddelde jaarlijkse groei in die periode kwam daarmee uit op 2,22%, hetgeen hoger was dan het landelijk jaarlijks gemiddelde over deze periode (1,72%).

De bevolkingsdichtheid van Cebu was ten tijde van de laatste census, met 2.938.982 inwoners op 5342 km², 550,2 mensen per km².

## Bestuur en politiek
Zoals bij alle provincies in de Filipijnen is de belangrijkste bestuurder van Cebu een gouverneur. De gouverneur wordt elke drie jaar gekozen en is het hoofd van het provinciale bestuur en de uitvoerende organen. De huidige gouverneur van de provincie, Hilario Davide III is tijdens de verkiezingen van 2016 voor drie jaar herkozen. De vicegouverneur, sinds Agnes Magpale, is voorzitter van de provinciale raad. Deze provinciale raad is samengesteld uit de afgevaardigden van de diverse provinciale districten en enkele andere afgevaardigden uit de provincie.
Lijst van gouverneurs van Cebu
| - 1899 - 1901 Julio A. Llorente - 1902 - 1906 Juan Climaco - 1906 - 1907 Sergio Osmeña - 1907 - 1912 Dionisio Jakosalem - 1912 - 1922 Manuel A. Roa - 1923 - 1930 Arsenio Climaco - 1931 - 1934 Mariano Jesus Cuenco - 1934 - 1937 Sotero Cabahug - 1937 - 1940 Buenaventura Rodriguez - 1940 - 1943 Hilario Abellana - 1943 - 1944 Jose Delgado - 1944 - 1945 Jose Leyson - 1945 - 1946 Fructuoso Cabahug - 1946 - 1951 Manuel A. Cuenco - 1951 - 1955 Sergio Osmeña jr. | - 1955 - 1961 Jose Briones - 1961 - 1963 Francisco Remotigue - 1964 - 1969 Jesus Marino Espina - 1969 - 1976 Osmundo Rama - 1976 - 1976 Eduardo R. Gullas - 1976 - 1980 Osmundo Rama - 1980 - 1986 Eduardo R. Gullas - 1986 - 1988 Osmundo Rama - 1988 - 1992 Emilio Osmeña - 1992 - 1995 Vicente de la Serna - 1995 - 2004 Pablo Garcia - 2004 - 2010 Gwendolyn Garcia - 2013 - 2019 Hilario Davide III - 2019 - 2025 Gwendolyn Garcia |

## Economie
Uit cijfers van het National Statistical Coordination Board (NSCB) uit het jaar 2003 blijkt dat 21,1% (10.222 mensen) onder de armoedegrens leefde. In het jaar 2000 was dit 29,5%. Cebu was daarmee gemiddeld minder arm dan het landelijk gemiddelde van 28,7% en stond 68e op de lijst van provincies met de meeste mensen onder de armoedegrens. Van alle 79 provincies, ten tijde van het onderzoek, stond Cebu 63e op de lijst van provincies met de ergste armoede.

## Flora en Fauna
In het centrale deel van het eiland Cebu ligt het Central Cebu Protected Landscape. Dit 29.062 hectare grote gebied in 2007 door de Filipijnse Senaat tot beschermd gebied uitgeroepen. In het gebied leven ongeveer 74 Filipijns-endemische diersoorten, zoals de Cebu-honingvogel, Dubois' boszanger, de Cebu-shamalijster, de leikruinbuulbuul, Winchells ijsvogel en de Filipijnse buisneusvleermuis. Elf daarvan worden ernstig in hun voortbestaan bedreigt en zijn door de IUCN geclassificeerd als "kritiek". Van de Cebu-honingvogel dacht men dat deze reeds uitgestorven was tot de soort in 1992 werd herontdekt. Daarnaast leven in het gebied vele endemische plantensoorten, waaronder de Cebu cinnamon en een zeer zeldzame en nog niet beschreven orchidee (Flinkingeria sp.).
Ten oosten van het eiland Mactan, rond het eiland Olango ligt het Olango Wildlife Santuary. In dit gebied, dat een van de beste locaties in de Filipijnen is om vogels te zien, komen veel bijzondere vogelsoorten voor.

## Bezienswaardigheden
- Magellan's Cross
- Fort San Pedro
- Basilica minore del Santo Niño
- Capitol Building
- Marcelo Fernan Bridge
- Taoist Temple
- Kawasan-watervallen

## Geboren in Cebu
- Vicente Sotto (18 april 1877), voormalig Filipijns senator en afgevaardigde (overleden 1950);
- Sergio Osmeña (9 september 1878), president van de Filipijnen (1944-1946);
- Sergio Osmeña jr. (4 december 1916), voormalig Filipijns senator;
- Marcelo Fernan (24 oktober 1927), 18e opperrechter van het hooggerechtshof en voormalig voorzitter van de Filipijnse Senaat (overleden 1999);
- John Henry Osmeña (17 januari 1935), Filipijns senator en afgevaardigde en kleinzoon van Sergio Osmeña;
- Hilario Davide jr. (20 december 1935), 20e opperrechter van het Filipijnse hooggerechtshof;
- Emilio Osmeña (11 september 1938), gouverneur van Cebu (1988-1992) en kleinzoon van Sergio Osmeña;
- Tomas Osmeña (26 april 1948), burgemeester van Cebu City en kleinzoon van Sergio Osmeña.